# Lost in the Trees
Lost in the Trees — американская оркестровая поп-фолк группа из Чапел-Хилл, штат Северная Каролина. Группа записывалась на лейблах Trekky Records и ANTI-Records. В состав входили: Ари Пикер (лирика / вокал), Эмма Нодеау (валторна / вокал), Дрю Анагност (виолончель), Дженавьиев Варга (скрипка) и Марк Дуамен (туба). Среди музыкантов, повлиявших на него, вокалист и автор песен группы Ари Пикер упоминал Бетховена, Radiohead, Вивальди, Neutral Milk Hotel, Сен-Санса и OutKast.

## История
Lost in the Trees образована в 2007 году, когда вокалист / гитарист Ари Пикер родом из Чапел-Хилл собрал группу музыкантов, чтобы записать EP Time Taunts Me на инди-лейбле Trekky Records. Пикер начал свою музыкальную карьеру в качестве члена рок-группы The B-Sides. После учёбы в музыкальном колледже Беркли он решил заняться музыкой более оркестрового толка. После выхода Time Taunts Me Пикер вернулся в Северную Каролину и собрал свою группу с помощью оркестра Беркли, а также Trekky Records.

### All Alone In An Empty Houseи подписание контракта с ANTI-Records.
All Alone In An Empty House был первоначально выпущен на Trekky Records в 2008 году. После подписания контракта с ANTI-Records 1 марта 2010 года, они переиздали All Alone In An Empty House на ANTI-Records 10 августа 2010 года.
Боб Боилен из NPR рассмотрел альбом так:
Возьмите щепотку блеска в классической музыке и смешайте его с [Пикерской] оригинальностью. Lost in the Trees - это оркестровый фолк, где "оркестровые"части не являются второстепенными. Это чрезвычайно сильные вещи.
Keelan H. из Sputnik Music говорит:
Прямо от раздувающихся последовательностей шестиминутной открывающей композиции "Empty House", понимаешь, что не стоит принимать "оркестровый фолк" Lost in the Trees как коммерческая простота.
Time Taunts Me был переиздан 4 февраля 2011 года на Trekky Records с добавлением ранее не издававшихся треков.

### Church That Fits Our Needs
20 марта 2012 года, ANTI-Records выпустила A Church That Fits Our Needs, второй альбом Lost in the Trees, записанный на этом лейбле.
Пикер основал альбом в основном вокруг самоубийства его матери в 2008, о том, что:
Я хотел бы дать моей маме пространство, чтобы она стала всеми теми вещами, которыми, как я думаю, она заслужила быть, и хотела бы быть, и всеми красивыми вещами в ней, которые не совсем сияли, когда она была жива.
Rolling Stone описал альбом как:
Ари Пикер пытается разобраться в самоубийстве своей матери на фоне богатой оркестровки, щедро сваленной поверх базы тонкого акустического фолка, как горькая ложка ванильной глазури.
PopMatters заявил, что:
A Church That Fits Our Needs — это всплески с таким же мелодичным взаимодействием, которые делают более поздних Radiohead экстраординарным.
A Church That Fits Our Needs достиг 9 места в Billboard's Heatseeker’s Albums.

## Дискография
2007 — Time Taunts Me [EP]

2010 — All Alone In An Empty House

2012 — A Church That Fits Our Needs

2014 — Past Life